# Андросов, Николай Никитович
Николай Никитович Андросов (1919—1945) — участник Великой Отечественной войны,  командир дивизиона 655-го артиллерийского Кобринского Краснознаменного полка (212-я стрелковая Кричевская Краснознаменная орденов Суворова и Кутузова дивизия, 61-я Армия, 1-й Белорусский фронт), майор, Герой Советского Союза (1945).

## Биография
Родился 10 апреля 1919 года в с. Бельдино (ныне — Знаменского района Орловской области).
Учился в средней школе № 3 города Орёл.
Призван в армию в сентябре 1939 года. В 1941 году окончил Московское артиллерийское училище. Во время Великой Отечественной войны в действующей армии – с 1941 года. Сражался на Западном, 2-м и 1-м Белорусских, 3-м и 1-м Прибалтийских, снова 1-м Белорусском фронтах. С мая 1942 года воевал в 125-й отдельной стрелковой бригаде, где командовал батареей 76-мм пушек артиллерийского дивизиона. В составе Западного фронта участвовал в Ржевско-Сычевской (30 июля – 23 августа 1942 года) и Ржевско-Вяземской (2-31 марта 1943 года) наступательных операциях. За отличие в Ржевско-Вяземской операции капитан Андросов был награжден орденом Отечественной войны I степени. 
С июня 1943 года сражался в качестве командира дивизиона 655-го артиллерийского полка 212-й стрелковой дивизии, сформированной на основе 125-й и 4-й отдельных стрелковых бригад. На Западном фронте участвовал в составе 50-й армии в Орловской стратегической (12 июля – 18 августа 1943 года) и Брянской (1 сентября – 3 октября 1943 года) наступательных операциях. В ходе Брянской операции 212-я стрелковая дивизия вместе с другими соединениями освободила 29 сентября город Кричев Могилёвской области (Белоруссии), за что получила наименование Кричевской. С марта 1944 года до своей гибели воевал в составе 61-й армии. На 2-м Белорусском фронте участвовал в Полесской наступательной операции (15 марта – 5 апреля 1944 года). На 1-м Белорусском фронте участвовал в Люблин-Брестской
наступательной операции (составной части Белорусской стратегической операции) и в освобождении городов Кобрин (20 июля), Брест (28 июля). За участие в освобождении Кобрина 655-й артиллерийский полк получил наименование Кобринского. Майор Андросов за отличие в этой операции был награжден орденом Александра Невского. На 3-м Прибалтийском фронте участвовал в Рижской наступательной операции (14 сентября – 22 октября 1944 года) и в освобождении столицы Латвии Риги. За отличие в этой операции был награжден орденом Красного Знамени. С 17 октября до декабря 1944 года на 1-м Прибалтийском фронте участвовал в боях по блокированию группировки войск противника на Курляндском полуострове.
С 14 января 1945 года принимал участие в Варшавско-Познанской наступательной операции (часть стратегической Висло-Одерской стратегической операции), в ходе которой 212-я стрелковая дивизия перешла
в наступление с магнушевского плацдарма. 14 января, находясь непосредственно в боевых порядках пехоты и поддерживая огнём дивизиона наступление стрелковых подразделений дивизии, прорывавшей оборону противника в районе населенного пункта Варка, уничтожил 24 огневые точки, 2 миномётных батареи, 4 противотанковых пушки и большое количество вражеских солдат и офицеров. В этот же день погиб в бою на подступах к реке Пилица.
Похоронен в г. Магнушев (Польша).
Указом Президиума Верховного Совета СССР от 27 февраля 1945 года за мужество и героизм, проявленные в Висло-Одерской операции, майору Андросову Николаю Никитовичу присвоено звание Героя Советского Союза (посмертно).

## Награды и звания
- Указом Президиума Верховного Совета СССР от 27 февраля 1945 года присвоено звание Героя Советского Союза.
- Награжден орденами Ленина (27.02.1945; посмертно), Красного Знамени (31.12.1944), Александра Невского (9.08.1944), Отечественной войны I степени (22.05.1943), Красной Звезды (12.01.1944).

## Память
- 10 октября 1997 года в городе Орёл на доме по адресу ул. Толстого, 2 установлена мемориальная доска Н. Н. Андросову[2].
- Имя Н. Н. Андросова носят улицы во многих городах (Хойники[3] и другие).